# Sân bay quốc tế Đà Nẵng

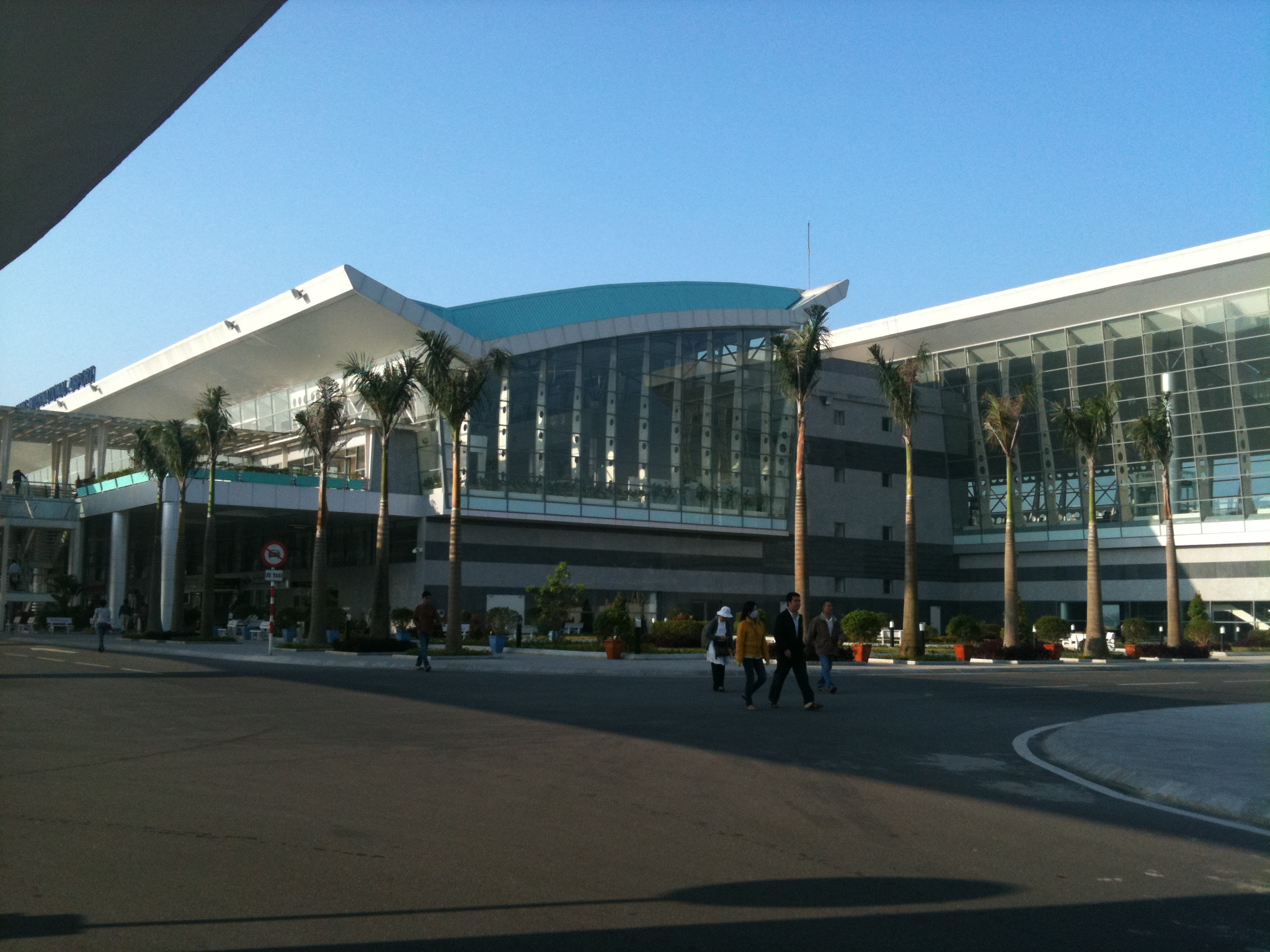
Nhà ga sân bay quốc tế Đà Nẵng

Sân bay Quốc tế Đà Nẵng là cảng hàng không lớn nhất khu vực miền Trung - Tây Nguyên và lớn thứ ba của Việt Nam, nằm ở quận Hải Châu, cách trung tâm thành phố Đà Nẵng 3 km, với tổng diện tích khu vực sân bay là 842 ha, trong đó diện tích khu vực hàng không dân dụng là 150 ha. Đây là điểm bay quan trọng của miền Trung Việt Nam và nước ta
Tên giao dịch chính thức là Cảng Hàng không Quốc tế Đà Nẵng (tiếng Anh: Danang International Airport - DIA). Sân bay này trước đây do Tổng Công ty Cảng Hàng không Miền Trung, hiện nay thuộc Tổng Công ty Cảng Hàng không Việt Nam, một doanh nghiệp thuộc Bộ Giao thông Vận tải quản lí.
Sản lượng khách năm 2023 tại sân bay này là 12,9 triệu lượt khách, là sân bay có lượng khách thông qua nhiều thứ 3 tại Việt Nam.

## Lịch sử
Sân bay được xây dựng từ năm 1940. Trong thời gian chiến tranh Việt Nam cho đến 1975, sân bay Đà Nẵng là căn cứ không quân của quân đội Mỹ và Không lực Việt Nam Cộng hòa. Trước năm 1975, sân bay quốc tế Đà Nẵng là một trong những sân bay nhộn nhịp nhất thế giới.

## Hoạt động
Hiện có 5 hãng hàng không nội địa và 38 hãng hàng không quốc tế đang có đường bay đến Sân bay quốc tế Đà Nẵng, nhiều thứ 3 cả nước. Từ Đà Nẵng đã có 16 tuyến bay nội địa, 51 tuyến bay đi quốc tế trong đó có 25 đường bay trực tiếp thường kỳ và 26 đường bay trực tiếp thuê chuyến, với hơn 250 chuyến bay trong nước và quốc tế mỗi ngày, giúp kết nối thuận lợi với các trạm trung chuyển lớn của Châu Á và thế giới như Incheon - Hàn Quốc, Narita - Nhật Bản, Changi - Singapore, Doha - Qatar, Đại Hưng - Trung Quốc, New Delhi - Ấn Độ...

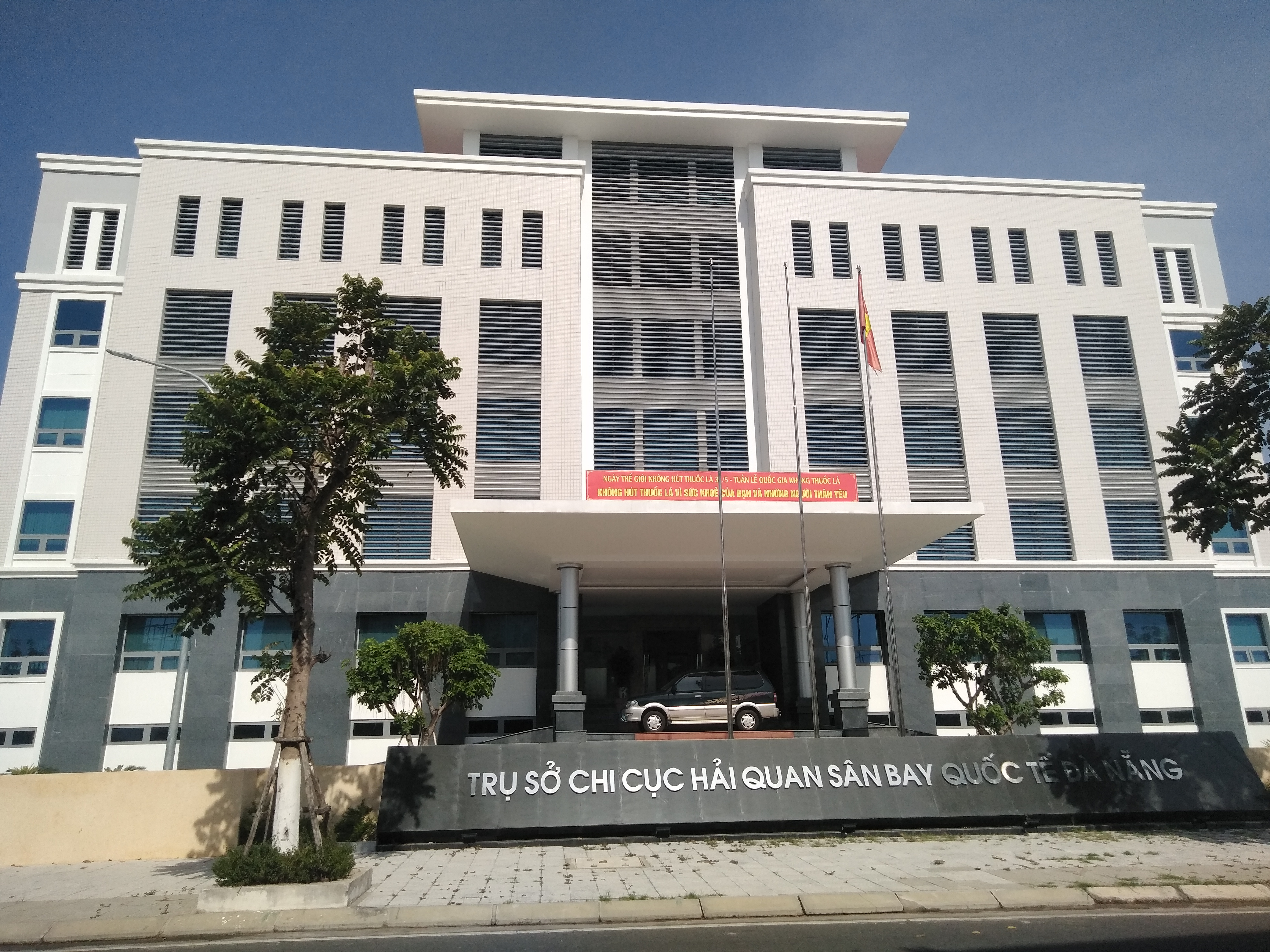
Chi cục Hải quan Sân bay Đà Nẵng

Năm 2015, Cảng Hàng không Quốc tế Đà Nẵng được xếp vị trí thứ 23 trong Top 30 Sân bay Tốt nhất châu Á, theo thông tin được công bố trên trang web chuyên xếp hạng các sân bay trên thế giới The Guide to Sleeping in Airports. Năm 2019, CHKQT Đà Nẵng được tổ chức đánh giá và xếp hạng Cảng hàng không, sân bay toàn cầu - SKYTRAX xếp hạng đạt tiêu chuẩn 3 sao, nhà ga Quốc tế T2 đạt tiêu chuẩn 4 sao.

### Hạ tầng kĩ thuật
Cảng hàng không quốc tế Đà Nẵng hiện có 2 băng cất hạ cánh (3.500m và 3.049m), được trang bị hệ thống đèn tín hiệu trên taxiway, runway, appron (bãi đậu)..., các hệ thống phụ trợ dẫn đường và hạ cánh chính xác (ILS, VOR/DME, NDB), các hệ thống radar sơ cấp - thứ cấp hiện đại, các hệ thống quan trắc và phát tin dự báo khí tượng tiên tiến, hệ thống thường trực khẩn nguy, các hệ thống phục vụ sân đỗ hiện đại...có khả năng phục vụ các loại máy bay thương mại cỡ lớn như Boeing 747, Boeing 777, Airbus A340, Airbus A330, Airbus A380, Antonov 124...cất hạ cánh trong mọi điều kiện thời tiết.

### Nhà ga hành khách

#### Nhà ga Quốc nội

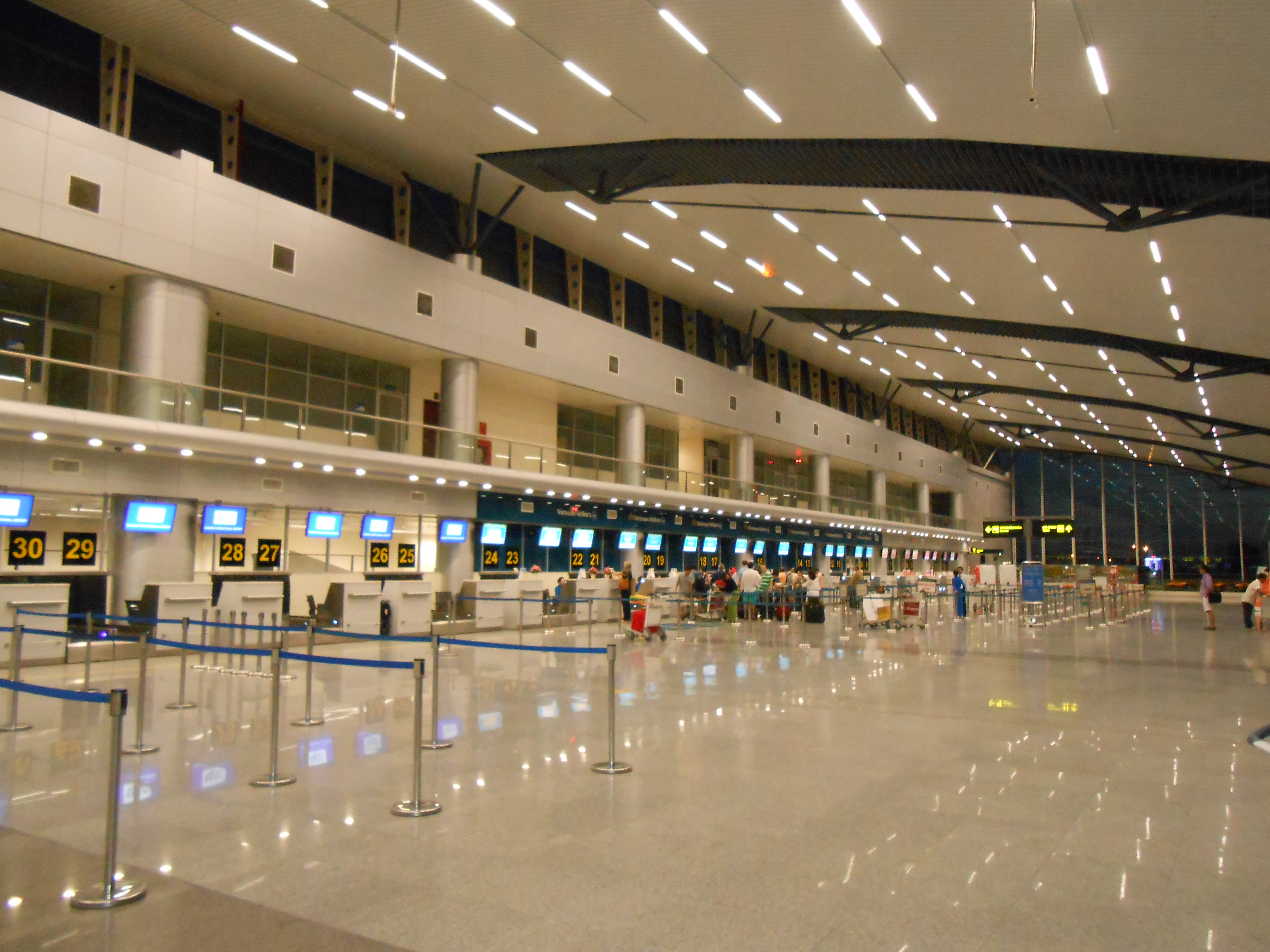
Khu vực check-in nhà ga quốc nội T1 Sân bay quốc tế Đà Nẵng

Nhà ga hành khách quốc nội (nhà ga T1) sân bay quốc tế Đà Nẵng do Tổng Công ty Cảng hàng không miền Trung làm chủ đầu tư, được khởi công xây dựng ngày 24/12/2007 với tổng vốn hơn 1.345 tỉ đồng và chính thức đi vào hoạt động từ ngày 15/12/2011. Nhà ga được xây dựng trên diện tích gần 14.500 m2, gồm 3 tầng nổi và 1 tầng hầm với tổng diện tích sử dụng 36.600 m2. Diện tích từng khu vực chức năng đủ tiêu chuẩn phục vụ 6 triệu lượt khách/năm (tiêu chuẩn theo quy định của Hiệp hội Vận tải Hàng không quốc tế (IATA). Bảo đảm yêu cầu thẩm mỹ và phù hợp với điều kiện khí hậu miền Trung, tải trọng động đất cấp 7. Ngoài ra, còn có các thiết bị đặc biệt như hệ thống xử lý hành lý, 5 ống lồng hàng không dẫn khách, 6 thang cuốn tốc độ 0,5 m/s, 11 thang máy tải trọng 1.000 - 2.000 kg, các hệ thống điện tử chuyên dụng hàng không và hệ thống phụ trợ như chiếu sáng, cấp thoát nước, điều hòa không khí, hệ thống nhà máy điện năng lượng mặt trời... Với 40 quầy thủ tục và các tiện nghi hiện đại khác, nhà ga quốc nội đảm bảo phục vụ từ 6 - 8 triệu lượt khách/năm từ năm 2015 trở đi. Tổng Công ty Cảng hàng không Việt Nam (ACV) đã có kế hoạch nghiên cứu mở rộng nhà ga quốc nội để đạt mức 15 triệu hành khách/năm vào năm 2020.

#### Nhà ga Quốc tế
Nhà ga hành khách quốc tế (nhà ga T2) do Công ty CP Đầu tư khai thác nhà ga quốc tế Đà Nẵng (AHT) làm chủ đầu tư, được khởi công xây dựng ngày 15/11/2015 với tổng giá trị 3.504 tỷ đồng, đã hoàn thành và chính thức đi vào hoạt động từ tháng 5/2017, kỷ lục xây dựng trong vòng 18 tháng. Nhà ga quốc tế được xây dựng trên khuôn viên đất rộng 210.000 m2, diện tích sàn xây dựng là 48.000 m2, được thiết kế thành 2 cao trình đi và đến riêng biệt, có 52 quầy thủ tục hàng không, 20 quầy xuất cảnh, 22 quầy nhập cảnh, 10 cửa ra tàu bay, 4 cầu dẫn hành khách... Nhà ga T2 hiện tại đang phục vụ 51 tuyến bay Quốc tế đi và đến thành phố Đà Nẵng với hàng trăm chuyến bay mỗi ngày, có công suất từ 4 đến 6 triệu khách/năm theo Quy hoạch phát triển đến giai đoạn 2020 và định hướng đến 2030.

#### Nhà ga VIP
Nhà ga VIP được dùng để đón các nguyên thủ quốc gia khi đến thăm thành phố Đà Nẵng. Đây cũng là nhà ga phục vụ cho chuyên cơ của các nguyên thủ của 21 nền kinh tế thành viên Diễn đàn Hợp tác Kinh tế châu Á - Thái Bình Dương (APEC), Lào, Campuchia và Myanmar tham gia Hội nghị Đối thoại Cấp cao không chính thức giữa APEC-ASEAN và Hội nghị các nhà lãnh đạo kinh tế APEC trong Tuần lễ Cấp cao APEC Việt Nam 2017 (AELW) tại thành phố Đà Nẵng, Việt Nam.

#### Nhà ga hàng hóa
Nhà ga hàng hóa với quy mô tổng diện tích 2.400 m2, trong đó diện tích nhà ga là 1.600 m2, diện tích sân bãi 800 m2 có thể tiếp nhận đồng thời 5 xe có tải trọng 9 tấn tiếp cận nhà ga, bố trí 2 khu vực hàng hóa đi đến riêng biệt, trong đó khu vực hàng hóa đi trang bị 2 dây chuyền soi chiếu hàng đi. Công trình được trang bị thống báo cháy và chữa cháy tự động, chống sét đánh thẳng.Công suất hàng hóa thông qua nhà ga đạt 100.000 tấn/năm.
Nhà ga hàng hóa không chỉ đáp ứng nhu cầu vận chuyển hàng hóa ngày càng tăng cao trong thời gian tới, phục vụ tốt nhu cầu của khách hàng mà còn góp phần nâng cao vị thế của sân bay.

## Các hãng hàng không và điểm đến

### Hãng hàng không đang hoạt động
Các chuyến bay nội địa sử dụng nhà ga T1, các chuyến bay quốc tế sử dụng nhà ga T2.
| Hãng hàng không           | Điểm đến | Nhà ga |
| ------------------------- | --- | ------ |
| AirAsia                   | Kuala Lumpur–Quốc tế                                                                                                | T2     |
| Air Busan                 | Busan, Seoul–Incheon                                                                                                | T2     |
| Air Seoul                 | Seoul–Incheon | T2     |
| Air Premia                | Seoul–Incheon (23/01/2025)                                                                                          | T2     |
| Air Macau                 | Ma Cao | T2     |
| Asiana Airlines           | Seoul–Incheon | T2     |
| Aero K Airlines           | Cheongju | T2     |
| Bamboo Airways            | Hà Nội, Thành phố Hồ Chí Minh                                                                                       | T1     |
| Bamboo Airways            | Thuê chuyến: Cao Hùng                                                                                               | T2     |
| Air Cambodia              | Siem Reap | T2     |
| China Airlines            | Đài Bắc–Đào Viên | T2     |
| Cebu Pacific              | Manila | T2     |
| EVA Air                   | Đài Bắc–Đào Viên | T2     |
| Eastar Jet                | Seoul–Incheon | T2     |
| Hong Kong Airlines        | Hồng Kông | T2     |
| Hong Kong Express Airways | Hồng Kông | T2     |
| Hàng không Hải Âu         | Huế, Đồng Hới | T1     |
| Jeju Air                  | Seoul–Incheon, Jeju, Busan                                                                                          | T2     |
| Jin Air                   | Seoul–Incheon, Busan                                                                                                | T2     |
| Korean Air                | Seoul–Incheon | T2     |
| Malaysia Airlines         | Kuala Lumpur | T2     |
| Malindo Air               | Kuala Lumpur | T2     |
| Pacific Airlines          | Hà Nội, Thành phố Hồ Chí Minh                                                                                       | T1     |
| Singapore Airlines        | Singapore | T2     |
| Starlux Airlines          | Đài Bắc–Đào Viên, Đài Trung                                                                                         | T2     |
| Thai AirAsia              | Băng Cốc–Don Mueang, Chiang Mai                                                                                     | T2     |
| Thai VietJet Air          | Băng Cốc–Suvarnabhumi                                                                                               | T2     |
| T'way Airlines            | Seoul–Incheon, Daegu, Busan, Cheongju Thuê chuyến: Muan, Jeju                                                       | T2     |
| Tigerair Taiwan           | Đài Bắc–Đào Viên, Cao Hùng                                                                                          |        |
| VietJet Air               | Hà Nội, Thành phố Hồ Chí Minh, Cần Thơ, Hải Phòng,Đà Lạt                                                            | T1     |
| VietJet Air               | Seoul–Incheon, Singapore, Daegu, Busan, Hồng Kông, Ahmedabad Thuê chuyến: Ma Cao, Đài Bắc–Đào Viên, Đài Trung, Jeju | T2     |
| Vietnam Airlines          | Hà Nội, Thành phố Hồ Chí Minh, Đà Lạt, Cần Thơ, Hải Phòng, Buôn Ma Thuột,Nha Trang                                  | T1     |
| Vietnam Airlines          | Seoul–Incheon, Tokyo–Narita, Osaka–Kansai                                                                           | T2     |
| Vietravel Airlines        | Hà Nội, Thành phố Hồ Chí Minh                                                                                       | T1     |

Hiện nay, việc mở nhiều đường bay quốc tế từ nhiều nơi trên thế giới đến sân bay này góp phần tạo thuận lợi cho thành phố Đà Nẵng tăng cường hợp tác giao lưu với quốc tế, thu hút được nhiều khách du lịch góp phần quan trọng trong sự phát triển kinh tế địa phương và khu vực. Cũng từ đây người dân thành phố Đà Nẵng nói riêng, khu vực miền Trung-Tây Nguyên và cả nước nói chung có thể di chuyển và đặt chân đến được nhiều nơi trên thế giới thông qua nhiều điểm trung chuyển chính quan trọng được kết nối với Sân bay Quốc tế Đà Nẵng như: Seoul–Incheon, Tokyo–Narita, Singapore - Changi, Hongkong, Băng Cốc–Suvarnabhumi... đến Châu Âu, Hoa Kỳ... rút ngắn được nhiều thời gian để thực hiện hành trình qua đó tạo thuận lợi cho người dân và doanh nghiệp.
Ngày 27/3/2022, chuyến bay SQ172 của Singapore Airlines chở 160 hành khách và chuyến bay VZ960 của Thai VietJet Air chở 150 hành khách đã hạ cánh xuống sân bay đánh dấu chuyến bay thương mại quốc tế đầu tiên trở lại Đà Nẵng sau gần 2 năm, kể từ khi Covid-19 bùng phát đầu tháng 4/2020.

## Các hãng hàng không từng hoạt động ở đây
- Air Vietnam
- Air Mekong
- Cathay Dragon
- Indochina Airlines
- Hong Kong Airlines
- Lao Airlines
- PBAir
- Siem Reap Airways
- SilkAir
- Thai Airways International
- TonleSap Airlines
- Tiger Airways

## Định hướng phát triển

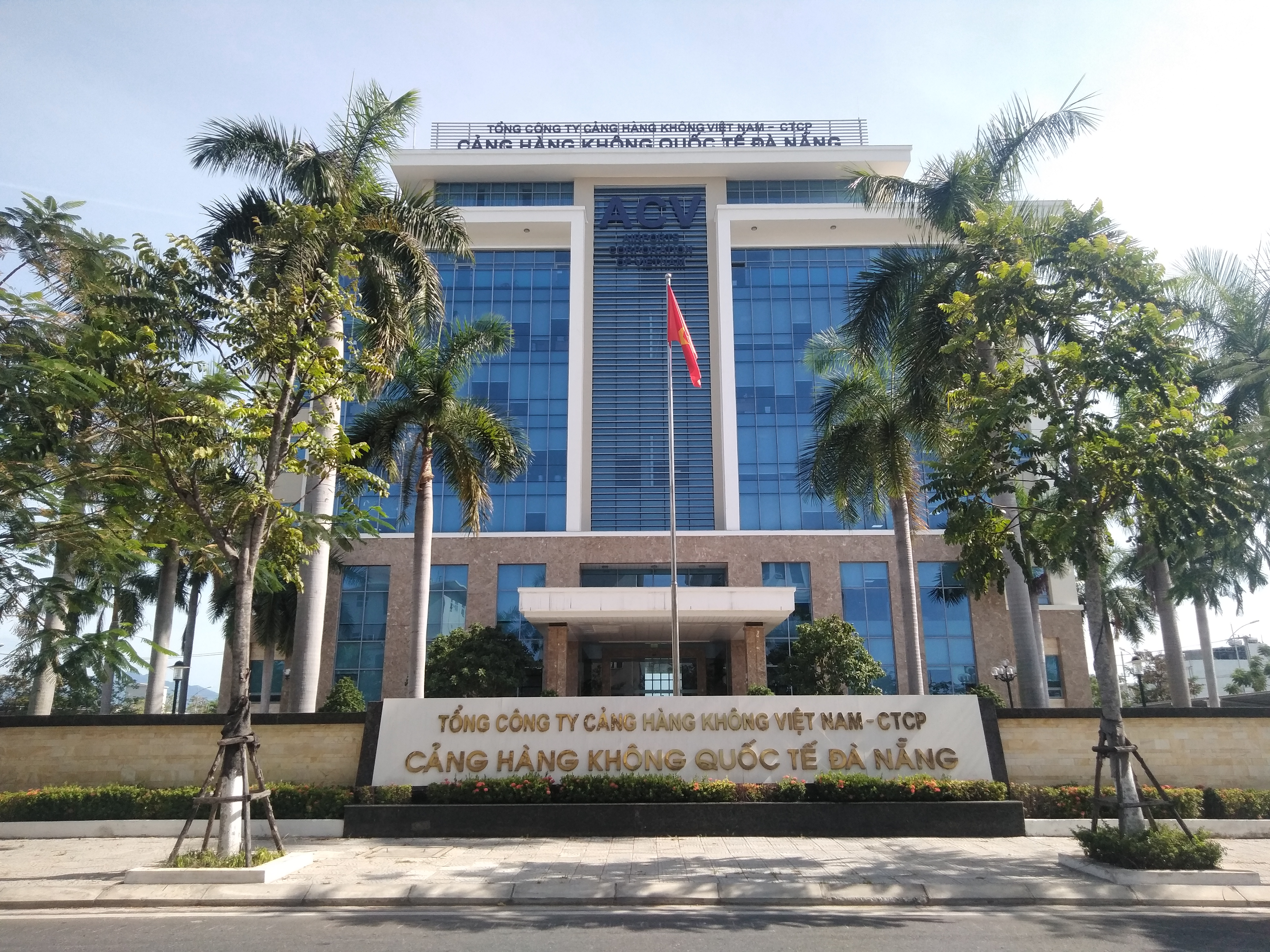
Nhà Điều hành Cảng Hàng không Quốc tế Đà Nẵng

Hiện tại hàng không dân dụng đang sử dụng 150/820 ha của sân bay quốc tế Đà Nẵng. Đây là sân bay hỗn hợp quân sự - dân dụng nên cần tổ chức phân định ranh giới sử dụng đất đai và quản lý. Hướng tới sẽ mở rộng diện tích sử dụng hàng không dân dụng lên 200 ha.
Theo quy hoạch điều chỉnh, Cảng hàng không quốc tế (HKQT) Đà Nẵng sẽ được nâng cấp lên cấp sân bay 4E theo mã tiêu chuẩn của Tổ chức Hàng không dân dụng quốc tế (ICAO) và sân bay quân sự cấp I. Đến năm 2020 sân bay Đà Nẵng có công suất phục vụ 13 - 15 triệu hành khách/năm, 50.000 tấn hàng hóa/năm với 22 vị trí đỗ tàu bay. Loại máy bay khai thác là B747, B777, B787, A320, A321, A350 và tương đương. Phương thức tiếp cận hạ cánh tiêu chuẩn CAT I.
Định hướng quy hoạch đến năm 2030 sẽ tiếp tục nâng cấp, cải tạo, xây dựng các công trình như đường lăn, sân đỗ tàu bay, nhà ga hành khách T3 công suất 30 triệu khách, nhà ga hàng hóa, bảo dưỡng tàu bay, trạm xe ngoại trường, tập kết, sửa chữa, bảo trì trang thiết bị mặt đất, kiểm định, chế biến suất ăn, quản lý điều hành bay, cứu nguy cứu hỏa, cấp nhiên liệu, approach (tiếp cận) lên CAT II và CAT III... và các công trình hạ tầng giao thông, cấp thoát nước, cấp điện, xử lý chất thải... để đáp ứng nhu cầu vận tải, đảm bảo chất lượng vận tải và dịch vụ được nâng cao.
Tổ chức các chuyến bay quốc tế trực tiếp từ sân bay quốc tế Đà Nẵng đi các nước khu vực Châu Á, Châu Âu; đồng thời tổ chức thêm các chuyến bay phục vụ du lịch nội địa đi đến các điểm du lịch Quy Nhơn, Sa Pa, Phan Thiết...

## Thống kê
Sân bay quốc tế Đà Nẵng có quy mô lớn thứ 3 của Việt Nam, sau sân bay quốc tế Tân Sơn Nhất (Thành phố Hồ Chí Minh) và sân bay quốc tế Nội Bài (Hà Nội). Năm 2018, sân bay này đã phục vụ 13,3 triệu khách thông qua, tăng 34% so với cùng kỳ, xếp thứ 3 sau Tân Sơn Nhất - Thành phố Hồ Chí Minh: 32 triệu, Nội Bài - Hà Nội: 23 triệu. Trong đó lượng hành khách quốc tế đi - đến hơn 4,6 triệu, tăng 51,36%, hàng hoá - bưu gửi đạt gần 30 nghìn tấn tăng 56,57% và hành lý đạt gần 59 nghìn tấn tăng 22,60% so với năm 2017. Năm 2019, sân bay này phục vụ 15,5 triệu lượt khách,tăng 22,56% so với năm 2018.
| Năm  | Số hành khách thông qua |
| ---- | ----------------------- |
| 2008 | 1.710.758               |
| 2009 | 2.079.758               |
| 2010 | 2.479.307               |
| 2011 | 2.877.078               |
| 2012 | 3.090.877               |
| 2013 | 4.376.775               |
| 2014 | 4.989.687               |
| 2015 | 6.724.604               |
| 2016 | 8.783.429               |
| 2017 | 10.801.927              |
| 2018 | 13.300.000              |
| 2019 | 15.504.650              |
| 2023 | 12.882.000              |

| Hạng | Tên điểm đến          | Số lượt chuyến (hàng tuần) |
| ---- | --------------------- | -------------------------- |
| 1    | Seoul-Incheon         | 169                        |
| 2    | Bangkok               | 86                         |
| 3    | Busan                 | 58                         |
| 4    | Hong Kong             | 36                         |
| 5    | Deagu                 | 22                         |
| 6    | Đài Bắc               | 21                         |
| 7    | Singapore             | 26                         |
| 8    | Macau                 | 14                         |
| 9    | Kuala Lumpur          | 18                         |
| 10   | Tokyo                 | 18                         |
| 11   | Osaka                 | 11                         |
| 12   | Siem Reap             | 7                          |
| 13   | Doha                  | 7                          |
| 14   | Bắc Hải               | 4                          |
| 15   | Hàng Châu             | 3                          |
| 16   | Bắc Kinh              | 3                          |
| 17   | Thành Đô              | 3                          |
| 18   | Trịnh Châu            | 3                          |
| 19   | Thượng Hải - Phố Đông | 2                          |

| Hạng | Tên điểm đến          | Số lượt chuyến (hàng tuần) |
| ---- | --------------------- | -------------------------- |
| 1    | Thành phố Hồ Chí Minh | 315                        |
| 2    | Hà Nội                | 287                        |
| 3    | Hải Phòng             | 30                         |
| 4    | Cần Thơ               | 27                         |
| 5    | Đà Lạt                | 11                         |
| 6    | Nha Trang             | 11                         |
| 7    | Buôn Mê Thuột         | 10                         |
| 8    | Vân Đồn               | 7                          |
| 9    | Pleiku                | 6                          |
| 10   | Vinh                  | 6                          |
| 11   | Thanh Hóa             | 4                          |
| 12   | Phú Quốc              | 4                          |